# (9583) Clerke
(9583) Clerke, désignation provisoire 1990 HL1, est un astéroïde de la ceinture principale d'astéroïdes découvert en 1990.

## Description
(9583) Clerke a été découvert le 28 avril 1990 à l'observatoire de Siding Spring, situé près de Coonabarabran, en Nouvelle-Galles du Sud, en Australie, par Robert H. McNaught.

### Caractéristiques orbitales
L'orbite de cet astéroïde est caractérisée par un demi-grand axe de 2,39 UA, un périhélie de 1,73 UA, une excentricité de 0,28 et une inclinaison de 22,16° par rapport à l'écliptique. Du fait de ces caractéristiques, à savoir un demi-grand axe compris entre 2 et 3,2 UA et un périhélie supérieur à 1,666 UA, il est classé, selon la JPL Small-Body Database, comme objet de la ceinture principale d'astéroïdes.

### Caractéristiques physiques
(9583) Clerke a une magnitude absolue (H) de 14,6 et un albédo estimé à 0,272.

## Étymologie
Cet astéroïde est nommé en l'honneur d'Agnes Mary Clerke (1842–1907).